# Спеціальні ефекти

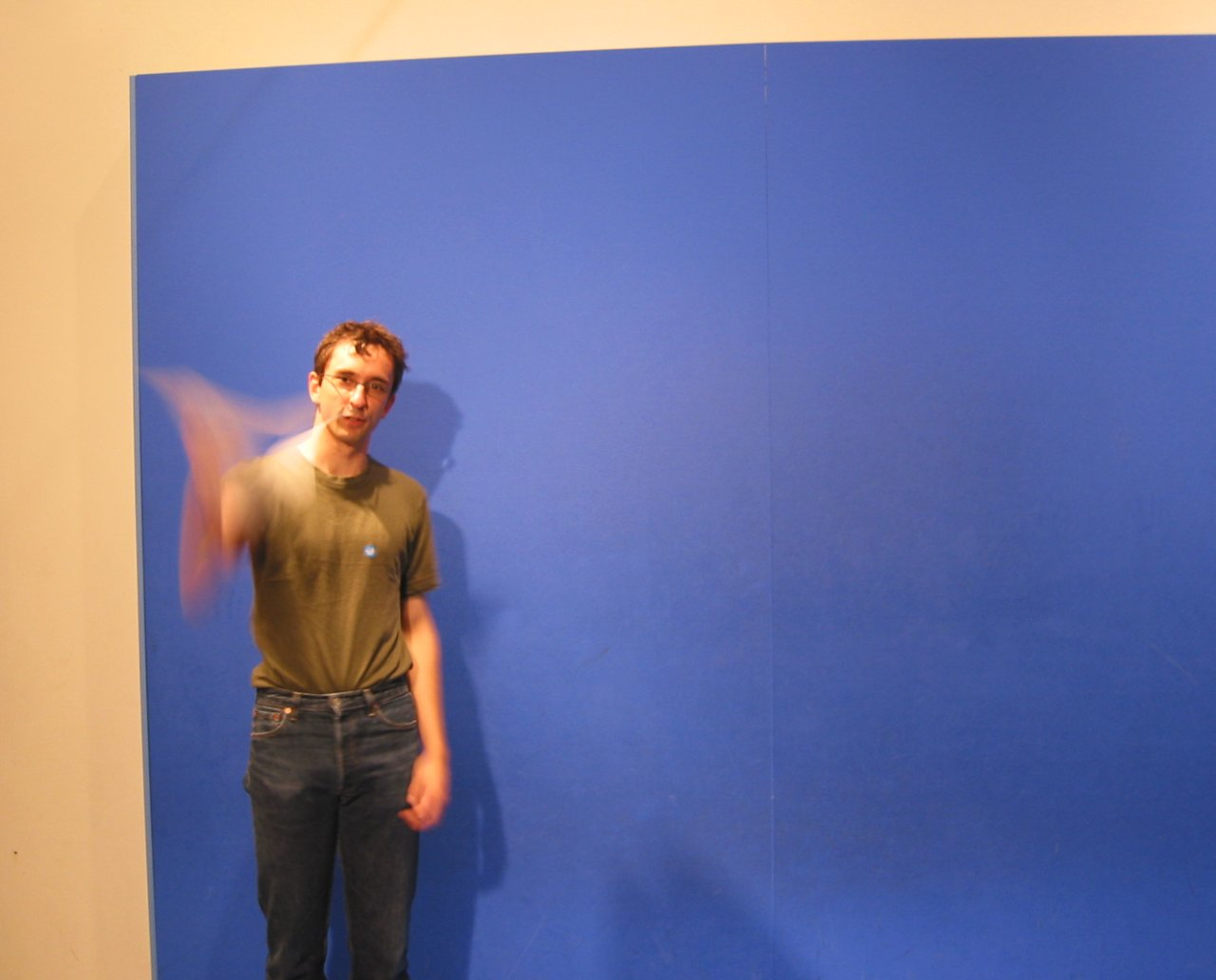
Блакитний екран часто використовують як тло для суміщення двох зображень.

Спеціальні ефекти, сленгове спецефекти (англ. special effects, вживаються абревіатури англ. SPFX, SFX або просто FX) — спільна назва технологічних прийомів у кінематографі, на телебаченні і в відеоіграх, що застосовуються для створення сцен, які не можуть бути зняті звичайним способом.
Спецефекти також часто застосовуються, коли традиційна зйомка сцени занадто затратна порівняно зі спецефектом (наприклад, зйомка масштабного вибуху). Спецефекти застосовуються і для поліпшення або модифікації вже попередньо відзнятого відеоматеріалу (наприклад, для накладення погодної карти як фон для телеведучого, що розповідає про прогноз погоди).
Спецефекти умовно поділяють на дві групи:
- Візуальні — оптичні ефекти (комбіновані зйомки), а також комп'ютерна графіка.
- Механічні (фізичні) — це обробка матеріалів перед зйомкою. Сюди відноситься моделювання, піротехніка і технічні пристосування, спеціальний накладний грим.

## Механічні ефекти в кіно
Досі кінематограф ніяк не в змозі відмовитися від послуг фахівців з механічних трюків, творців усіляких макетів, моделей, страховиськ, розробників незвичайного гриму, що іноді викликає справжній жах. Усе це — рукотворні ефекти, які поки що не може повністю з успіхом замінити жоден оптичний прийом або комп'ютерний трюк. Справжнім зразком кінематографічного змодельованого страховиська, що прославилось у всьому світі, можна вважати гігантську горилу Кінг Конга в однойменному фільмі 1933 року. Американський режисер Меріан Купер і продюсер Девід Сельцник запросили майстра спецефектів Вілліса О'Браєна, який створив муляж Кінг Конга (модель супермавпи була насправді завбільшки тільки 45 см), а також і доісторичних істот, що билися з ним.
Ідучи за прикладом Кінг Конга, японці після війни придумали свого монстра — Годзіллу. У 1954 р. технік Ейдзі Цубурая разом з конструктором Р. Тагасугі створив з гуми двометрового стародавнього страховиська, нібито розбудженого після вибуху атомної бомби. Правда, в багатьох сценах знімалася не ця лялька, а актор X. Накадзіма, одягнений у гумовий костюм Годзілли. А от новий Кінг Конг, створений італійцем К. Рамбальді для фільму 1976 р. (премія «Оскар» за спецефекти), був уже дорогим аніматронним апаратом натуральної величини, нашпигованим електронікою і керованим на відстані. Більше мільйона доларів коштувала і біла акула зі «Щелеп» (1975) С. Спілберга, яку змакетував Б. Маттей, що раніше брав участь у роботі над спецефектами для картини «20 000 льє під водою» («Оскар», 1954) і разом з К. Мюллером зробив модель гігантського спрута. Рамбальді ще двічі удостоювався «Оскара», працюючи над зразками космічних страховиськ у «Чужому» (1979) Р. Скотта і створивши, можливо, найпопулярнішу істоту в сучасному кіно — симпатичного і зворушливого прибульця з іншої планети в стрічці «Інопланетянин» (1982) С. Спілберга. Втім, у деяких сценах в костюмі Е. Т. виступала карлиця Тамара де Тро зростом усього лише 77 см і вагою трохи більше 18 кг.
На стику двох різновидів механічних ефектів — створення моделей і використання складного гриму — знаходяться «Планета мавп» (1968), «Американський перевертень у Лондоні» (1981) — спеціально для заохочення Р. Бейкера була введена нова номінація за грим, «Гаррі і Хендерсони» (1987) — знову був відзначений Бейкер, цього разу за відтворення «снігової людини», «Бітлджус» (1988), «Пригадати все» (1990). Деформуючі прийоми механічних ефектів присутні в таких нагороджених Академією стрічках, як «Маска» (1985), «Дік Трейсі» (1990), «Термінатор-2: Судний день» (1991). Цікаво, що С. Уїнстон був відзначений двічі: і як майстер візуально-комп'ютерних ефектів, і як творець спецгриму — «Місіс Даутфайр» (1993), «Ед Вуд» (1994), тут мовби віддано шану давній традиції, оскільки один з персонажів — актор Бела Лугоші, в англомовних фільмах «Дракула» і «Божевільний професор» (1996).
У двох останніх картинах був зайнятий великий майстер гриму Р. Бейкер, що колись побував і в шкурі самого Кінг Конга на зйомках версії 1976 року, а також доклав руку до створення мавпи Ч'юбакка в «Зоряних війнах».

## Відеоефекти
Ефекти і фільтри дозволяють проводити корекцію і зміни характеристик відео. Найбільш поширеними з них у відеоредакторах є:
- Корекція кольору
- Корекція рівнів яскравості
- Зниження шуму
- Уповільнення /прискорення руху
- Використання нерухомих зображень
- Накладення титрів
- Накладення графічних композицій
- Переходи, врізання
- Поліпшення яскравості відео, підвищення різкості
- Фільтри імітування; наприклад, що створюють ефект старого кіно.
- Деформація
- Розмиття
- Генерація різних тестових зображень і таблиць
- Масштабування
- Деінтерлейсинг

## Додаткова література
- Миславський В. Н. Кінословник. Терміни, визначення, жарґонізми / пер. з рос. С.В. Мірошніченко, ред. А.Ф. Парамонов. — Харків, 2007. — 328 с. — ISBN 966-8246-59-4.
- Миславський В. Н. Західний кінематограф. Концептуально-термінологічний словник. Харків : ТОВ Видавництво «Точка», 2024.. 228 с.